# Al llarg del riu durant el Festival Qingming
Al llarg del riu durant el Festival Qingming (en xinès tradicional: 清明上河圖; en xinès simplificat: 清明上河图; en pinyin: Qīngmíng Shànghé Tu) és el títol de diverses pintures panoràmiques d'origen xinès. La versió original ha estat atribuïda a l'artista de la dinastia Song conegut com a Zhang Zeduan (1085-1145).

## Tema
En aquesta pintura es captura la vida diària de la gent del període Song i el teló de fons es desenvolupa a l'antiga capital de l'imperi nomenada Bianling (avui dia la ciutat de Kaifeng). El tema de l'obra pictòrica celebra l'esperit festiu i la commoció mundana durant el festival de Qingming, al contrari de representar els aspectes cerimonials de la veritable commemoració que era el dia dels fidels difunts. L'obra sencera va ser pintada en format de rotllo, revelant l'estil de vida en aquest temps de totes les classes socials, incloent a rics i a pobres. De la mateixa manera es mostren les diferents activitats econòmiques de les zones rurals i de la ciutat. També ofereix un cop d'ull de la vestimenta usada en aquesta època i l'arquitectura corresponent.

## Història
Al llarg dels segles aquesta pintura va ser àmpliament reverenciada i va exercir una forta influència sobre les tendències artístiques de les posteriors dinasties xineses i els seus artistes, els quals han realitzat rèpliques i reinterpretacions basades en el quadre original. Així mateix, l'obra pictòrica és famosa per la precisió geomètrica de les barques, ponts, magatzems i l'escenografia. A causa de la seva fama, ha estat denominada «La Mona Lisa de la Xina».
Igual que la Mona Lisa, el rotllo de Qingming va ser venut a nombrosos col·leccionistes privats en el transcurs dels anys, fins que finalment va passar a ser propietat pública. A pesar que aquesta pintura va pertànyer a l'antiga col·lecció imperial, és de les poques obres que van aconseguir romandre a la Xina continental i en possessió del públic. Històricament va ser una de les pintures favorites de l'emperador Pu Yi, qui la va portar amb ell cap a Manxukuo, mantenint a la pintura original de la dinastia Song apartada de la col·lecció del Museu Nacional del Palau. No obstant això, el 1945 va ser adquirida i custodiada al Museu del Palau, situat a la Ciutat Prohibida.
En els anys posteriors diferents artistes van realitzar aproximadament 20 a 30 rotllos basats en el tema de la pintura original. Moltes de les versions Ming i Qing es troben en col·leccions públiques i privades al voltant del món. Cadascuna de les versions segueix d'una manera prou fidel el mateix format compositiu del rotllo de Zeduan, no obstant això, els detalls varien àmpliament. El rotllo original de la dinastia Song i el rotllo de la dinastia Qing, jeuen respectivament a Pequín i Taipei als Museus del palau, i són considerats tresors nacionals, que s'exhibeixen per breus períodes en molt poques ocasions.